# راينر هاسلر
راينر هاسلر (بالألمانية: Rainer Hasler) هو لاعب كرة قدم ليختنشتاني، ولد في 2 يوليو 1958 في فادوتس في ليختنشتاين، وتوفي في 1 أكتوبر 2014. لعب مع نادي سيرفيت ونادي غراسهوبر زيوريخ ونادي فادوتس ونادي نوشاتل زاماكس.

## وصلات خارجية
- راينر هاسلر على موقع قاعدة بيانات كرة القدم.إي يو (الإنجليزية)
- راينر هاسلر على موقع عالم كرة القدم.نت (الإنجليزية)